# Wahlkreis Prato (Camera dei deputati)
Der Wahlkreis Prato ist seit 2017 ein Wahlkreis (italienisch collegio elettorale) für die Wahl der Abgeordnetenkammer.

## Von 2017 bis 2020

### Wahlkreisgebiet
| Wahlkreise – Camera dei deputati – Toskana | Wahlkreise – Camera dei deputati – Toskana | Wahlkreise – Camera dei deputati – Toskana |
| Provinz                                    | Provinz                                    | Gemeinden nach Provinzen ⮞ Wahlkreis |
| ------------------------------------------ | ------------------------------------------ | --- |
|                                            | Metropolitanstadt Florenz (42 Gemeinden)   | Teil von Florenz ⮞ Wahlkreis Florenz – Novoli – Peretola Teil von Florenz ⮞ Wahlkreis Florenz – Scandicci 15 ⮞ Wahlkreis Empoli 19 ⮞ Wahlkreis Sesto Fiorentino 3 ⮞ Wahlkreis Poggibonsi |
|                                            | Provinz Arezzo (37 Gemeinden)              | 30 ⮞ Wahlkreis Arezzo 5 ⮞ Wahlkreis Siena 2 ⮞ Wahlkreis Sesto Fiorentino |
|                                            | Provinz Grosseto (28 Gemeinden)            | alle ⮞ Wahlkreis Grosseto |
|                                            | Provinz Livorno (20 Gemeinden)             | 11 ⮞ Wahlkreis Livorno 9 ⮞ Wahlkreis Grosseto |
|                                            | Provinz Lucca (33 Gemeinden)               | 26 ⮞ Wahlkreis Lucca 5 ⮞ Wahlkreis Massa 2 ⮞ Wahlkreis Pistoia |
|                                            | Provinz Massa-Carrara (17 Gemeinden)       | alle ⮞ Wahlkreis Massa |
|                                            | Provinz Pisa (37 Gemeinden)                | 12 ⮞ Wahlkreis Pisa 25 ⮞ Wahlkreis Poggibonsi |
|                                            | Provinz Pistoia (20 Gemeinden)             | 17 ⮞ Wahlkreis Pistoia 2 ⮞ Wahlkreis Prato 1 ⮞ Wahlkreis Empoli |
|                                            | Provinz Prato (7 Gemeinden)                | alle ⮞ Wahlkreis Prato |
|                                            | Provinz Siena (35 Gemeinden)               | 30 ⮞ Wahlkreis Siena 5 ⮞ Wahlkreis Poggibonsi |

Der Wahlkreis umfasste 9 Gemeinden:
- alle 7 Gemeinden der Provinz Prato (Cantagallo, Carmignano, Montemurlo, Poggio a Caiano, Prato, Vaiano und Vernio);
- 2 Gemeinden der Provinz Pistoia (Agliana und Montale).

### Wahlergebnisse

#### Parlamentswahl 2018
| Kandidaten               | Kandidaten             | Stimmen | %    | Listen                         | Stimmen | %    |
| ------------------------ | ---------------------- | ------- | ---- | ------------------------------ | ------- | ---- |
|                          | Giorgio Silligewählt   | 52.460  | 34,6 | Lega                           | 27.355  | 18,0 |
| Forza Italia             | Giorgio Silligewählt   | 52.460  | 34,6 | 17.265                         | 11,4    |      |
| Fratelli d’Italia        | Giorgio Silligewählt   | 52.460  | 34,6 | 7.090                          | 4,7     |      |
| Noi con l’Italia – UDC   | Giorgio Silligewählt   | 52.460  | 34,6 | 750                            | 0,5     |      |
|                          | Benedetto Della Vedova | 50.091  | 33,0 | Partito Democratico            | 45.274  | 29,9 |
| +Europa                  | Benedetto Della Vedova | 50.091  | 33,0 | 3.539                          | 2,3     |      |
| Civica Popolare          | Benedetto Della Vedova | 50.091  | 33,0 | 646                            | 0,4     |      |
| Italia Europa Insieme    | Benedetto Della Vedova | 50.091  | 33,0 | 632                            | 0,4     |      |
|                          | Yana Chiara Ehm        | 37.171  | 24,5 | Movimento 5 Stelle             | 37.171  | 24,5 |
|                          | Luca Mori              | 5.654   | 3,7  | Liberi e Uguali                | 5.654   | 3,7  |
|                          | Alessandro Bonacchi    | 1.735   | 1,1  | Potere al Popolo!              | 1.735   | 1,1  |
|                          | Enrico Zanieri         | 1.476   | 1,0  | Partito Comunista              | 1.476   | 1,0  |
|                          | Sara Benigni           | 1.418   | 0,9  | CasaPound Italia               | 1.418   | 0,9  |
|                          | Claudio Vitulli        | 1.002   | 0,7  | Il Popolo della Famiglia       | 1.002   | 0,7  |
|                          | Carlotta Mori          | 616     | 0,4  | Italia agli Italiani (FT – FN) | 616     | 0,4  |
| Gesamt                   | Gesamt                 | 151.623 | 100  |                                | 151.623 | 100  |
|                          |                        |         |      |                                |         |      |
| Ungültige Stimmen        | Ungültige Stimmen      | 4.845   | 3,1  |                                |         |      |
| Wähler                   | Wähler                 | 156.468 | 77,6 |                                |         |      |
| Wahlberechtigte          | Wahlberechtigte        | 201.546 |      |                                |         |      |
|                          |                        |         |      |                                |         |      |
| Quelle: Innenministerium |                        |         |      |                                |         |      |

## Seit 2020

### Wahlkreisgebiet
| Wahlkreise – Camera dei deputati – Toskana | Wahlkreise – Camera dei deputati – Toskana | Wahlkreise – Camera dei deputati – Toskana                                                                 |
| Provinz                                    | Provinz                                    | Gemeinden nach Provinzen ⮞ Wahlkreis                                                                       |
| ------------------------------------------ | ------------------------------------------ | --- |
|                                            | Metropolitanstadt Florenz (41 Gemeinden)   | 1 ⮞ Wahlkreis Florenz 28 ⮞ Wahlkreis Scandicci 9 ⮞ Wahlkreis Prato 2 ⮞ Wahlkreis Arezzo 1 ⮞ Wahlkreis Pisa |
|                                            | Provinz Arezzo (36 Gemeinden)              | alle ⮞ Wahlkreis Arezzo                                                                                    |
|                                            | Provinz Grosseto (28 Gemeinden)            | alle ⮞ Wahlkreis Grosseto                                                                                  |
|                                            | Provinz Livorno (19 Gemeinden)             | alle ⮞ Wahlkreis Livorno                                                                                   |
|                                            | Provinz Lucca (33 Gemeinden)               | 26 ⮞ Wahlkreis Lucca 7 ⮞ Wahlkreis Massa                                                                   |
|                                            | Provinz Massa-Carrara (17 Gemeinden)       | alle ⮞ Wahlkreis Massa                                                                                     |
|                                            | Provinz Pisa (37 Gemeinden)                | alle ⮞ Wahlkreis Pisa                                                                                      |
|                                            | Provinz Pistoia (20 Gemeinden)             | 13 ⮞ Wahlkreis Lucca 7 ⮞ Wahlkreis Prato                                                                   |
|                                            | Provinz Prato (7 Gemeinden)                | alle ⮞ Wahlkreis Prato                                                                                     |
|                                            | Provinz Siena (35 Gemeinden)               | alle ⮞ Wahlkreis Grosseto                                                                                  |

Der Wahlkreis umfasst 23 Gemeinden:
- alle 7 Gemeinden der Provinz Prato;
- 7 Gemeinden der Provinz Pistoia (Agliana, Marliana, Montale, Pistoia, Quarrata, Sambuca Pistoiese und Serravalle Pistoiese);
- 9 Gemeinden der Metropolitanstadt Florenz (Barberino di Mugello, Borgo San Lorenzo, Dicomano, Firenzuola, Marradi, Palazzuolo sul Senio, San Godenzo, Scarperia e San Piero und Vicchio).

### Wahlergebnisse

#### Parlamentswahl 2022
| Kandidaten                          | Kandidaten            | Stimmen | %    | Listen                                                  | Stimmen | %    |
| ----------------------------------- | --------------------- | ------- | ---- | ------------------------------------------------------- | ------- | ---- |
|                                     | Erica Mazzettigewählt | 95.530  | 40,2 | Fratelli d’Italia                                       | 64.572  | 27,2 |
| Lega per Salvini Premier            | Erica Mazzettigewählt | 95.530  | 40,2 | 15.305                                                  | 6,4     |      |
| Forza Italia                        | Erica Mazzettigewählt | 95.530  | 40,2 | 13.752                                                  | 5,8     |      |
| Noi Moderati                        | Erica Mazzettigewählt | 95.530  | 40,2 | 1.901                                                   | 0,8     |      |
|                                     | Tommaso Nannicini     | 79.755  | 33,6 | Partito Democratico – Italia Democratica e Progressista | 61.090  | 25,7 |
| Alleanza Verdi e Sinistra           | Tommaso Nannicini     | 79.755  | 33,6 | 10.826                                                  | 4,6     |      |
| +Europa                             | Tommaso Nannicini     | 79.755  | 33,6 | 6.511                                                   | 2,7     |      |
| Impegno Civico – Centro Democratico | Tommaso Nannicini     | 79.755  | 33,6 | 1.328                                                   | 0,6     |      |
|                                     | Chiara Bartalini      | 25.201  | 10,6 | Movimento 5 Stelle                                      | 25.201  | 10,6 |
|                                     | Edoardo Fanucci       | 23.364  | 9,8  | Azione – Italia Viva                                    | 23.364  | 9,8  |
|                                     | Simona Baldanzi       | 4.647   | 2,0  | Unione Popolare                                         | 4.647   | 2,0  |
|                                     | Nicola Casini         | 3.682   | 1,6  | Italexit per l’Italia                                   | 3.682   | 1,6  |
|                                     | Veronica Colaianni    | 3.472   | 1,5  | Italia Sovrana e Popolare                               | 3.472   | 1,5  |
|                                     | Alessia Balia         | 1.786   | 0,8  | Vita                                                    | 1.786   | 0,8  |
| Gesamt                              | Gesamt                | 237.437 | 100  |                                                         | 237.437 | 100  |
|                                     |                       |         |      |                                                         |         |      |
| Ungültige Stimmen                   | Ungültige Stimmen     | 11.184  | 4,5  |                                                         |         |      |
| Wähler                              | Wähler                | 248.621 | 70,8 |                                                         |         |      |
| Wahlberechtigte                     | Wahlberechtigte       | 351.129 |      |                                                         |         |      |
|                                     |                       |         |      |                                                         |         |      |
| Quelle: Innenministerium            |                       |         |      |                                                         |         |      |